# Jan Krzywdziak
Jan Krzywdziak (ur. 1 stycznia 1919 w Kościelnikach, zm. 17 lutego 2016) – polski aktor teatralny, filmowy i radiowy.

## Życiorys
Ukończył Państwową Wyższą Szkołę Aktorską w Krakowie (1949). Przez cala karierę sceniczną występował wyłącznie na scenach krakowskich, grając w Teatrze im. Juliusza Słowackiego (1949, 1952), Starym Teatrze im. Heleny Modrzejewskiej (1949, 1951, 1954-1958) oraz Teatrze Ludowym (1958-1984). Ponadto wystąpił w trzech spektaklach Teatru Telewizji (1964-1975) oraz dwunastu audycjach Teatru Polskiego Radia (1951-1981).
Został pochowany na cmentarzu Rakowickim w Krakowie.

## Filmografia
- Podhale w ogniu (1955)
- Pigułki dla Aurelii (1958)
- Wysokie loty (1978)